# Gertrude di Hohenberg
Gertrude di Hohenberg (Deilingen, 1225 – Vienna, 16 febbraio 1281) è stata una nobildonna tedesca, fu contessa d'Asburgo, Kyburg e Löwenstein come moglie di Rodolfo d'Asburgo dal 1253 e regina dei Romani come Anna d'Asburgo dal 1273. Ella è considerata la Stammmutter della stirpe degli Asburgo.

## Biografia

### Chiarimenti sulla sua ascendenza
Gertrude di Hohenberg era la figlia maggiore del conte Burcardo V di Hohenberg e sua moglie, la contessa palatina Mechthild di Tubinga, figlia del conte palatino Rodolfo II di Tubinga. I conti svevi di Hohenberg erano un ramo collaterale dei conti di Zollern, da cui si erano in breve tempo separati.
Gli Acta Murensia la chiamano “uxor Gertrudis, quae et Anna, Ludovici, Comitis Froburgi et Hochbergi Comitis filia" (la moglie Gertrude, che compare anche con il nome di Anna, figlia di Ludovico, conte di Frohburg e Hochberg). Lo storico svizzero Aegidius Tschudi († 1572) avanzò di conseguenza la tesi che Gertrude di Hohenberg, moglie del re dei Romani Rodolfo d'Asburgo, provenisse dalla stirpe dei Homberg-Frohburg. Secondo Tschudi, Gertrude sarebbe una figlia († 1274) del conte Ludovico e sorella del conte Hartmann e del conte Ermanno IV. Tuttavia, la contea di Homberg passò ai Frohburg solo grazie al matrimonio di suo fratello Ermanno IV (assunto da Tschudi) con la figlia ed erede del conte Guarniero (Werner) III di Homberg.
L'opinione più antica fu smentita senza ombra di dubbio nel 1758 da Johann Friedrich Herbster, che poté assegnare Gertrude o Anna alla casa sveva di Hohenberg. La base era un documento del 27 febbraio 1271, in cui il marito Rodolfo, conte di Kyburg e Asburgo, vendeva all'abbazia di St. Märgen una fattoria a Tiengen (Friburgo in Brisgovia), che gli era stata data in dote alla moglie Gertrude ("Nobilis mulieris Gertrudis uxoris"). Questa transazione fu espressamente concordata dai fratelli di Gertrude "[...] nobilium virorum fratrum suorum Alberti, Burchardi et Vlrici Comitum de Hohinberg". I fatti sono attestati in tre documenti. Di conseguenza, Gertrude proveniva con certezza dalla casata degli Hohenberg svevi.

### Matrimonio e figli
Gertrud sposò il conte Rodolfo d'Asburgo, figlio del conte Alberto IV e della di lui moglie, la contessa Heilwig di Kyburg in Alsazia intorno al 1253. Per vent'anni Gertrude di Hohenberg fu burgravina del castello di Stein. il 1º ottobre 1273, a Francoforte sul Meno, gli elettori elessero all'unanimità suo marito come re dei Romani. Dopo la sua incoronazione ad Aquisgrana, si fece chiamare regina Anna.
La coppia ebbe quattordici figli, sei maschi e otto femmine, tra i quali ebbero:
- Matilde (1252 - 23 dicembre 1304), sposò Ludovico il Severo, duca di Baviera;
- Edvige (1253 - 1286), sposò Ottone VI di Brandeburgo;
- Alberto I d'Asburgo (luglio 1255 - 1º maggio 1308)[6];
- Agnese (1257 - 11 ottobre 1322), sposò il duca Alberto II di Sassonia[6];
- Caterina (1260 - 4 aprile 1282), sposò Ottone III di Baviera, re d'Ungheria[6];
- Hartmann (1263 - 21 luglio 1281)[6];
- Clemenza (1267 - 1293), sposò nel 1281 Carlo Martello d'Angiò, figlio primogenito di Carlo II d'Angiò, re di Napoli[6];
- Rodolfo (1270 - 10 maggio 1290), duca d'Austria[6];
- Guta d'Asburgo (13 marzo 1271 - 18 giugno 1297), sposò nel 1285 Venceslao II, re di Boemia[6];
- Carlo (1276 - 1276).

### Morte e sepoltura
Gertrude/Anna scelse la cattedrale di Basilea come luogo di sepoltura. Il cronista di Colmar descrive dettagliatamente i preparativi per il suo ultimo viaggio e le circostanze relative alla conservazione del corpo a seguito della sua morte nel 1281: "Le interiora furono rimosse dal corpo, la cavità addominale fu riempita di sabbia e cenere e il viso fu imbalsamato. Poi il corpo è stato ricoperto di cera e avvolto in magnifiche vesti di seta. Una catena d'oro ornava il capo velato. Poi misero la regina morta nella bara, che era di legno di faggio, con le braccia incrociate sul petto. Così il re vide per l'ultima volta la sua consorte prima che la bara fosse chiusa con fasce di ferro". Il corteo funebre giunse a Basilea il 20 marzo 1281. "Tre vescovi hanno celebrato la messa funebre, durante la quale la bara è stata posta in verticale e il coperchio è stato aperto in modo che tutti i presenti potessero vedere ancora una volta l'alto defunto".
Dopo tre anni di vedovanza, Rodolfo I si risposò nel 1284 con Isabella di Borgogna (1270-1323), figlia del duca Ugo.

## Tomba
Nella navata del coro della cattedrale di Basilea si trova il suo sarcofago e quello del figlio minore Carlo. La sua tomba, insieme a quella del figlio Carlo, fu spostata sul lato sinistro del coro dopo il terremoto del 1356. La tomba fu aperta per la prima volta dopo questo spostamento nel 1510 dai canonici di Basilea. La corona reale, un anello e una collana furono rimossi. Un'altra apertura della cripta seguì nel 1770. Un'ulteriore apertura della tomba seguì nel 1770, quando le sue ossa, così come quelle dei suoi figli defunti Carlo e Hartmann, furono trasferite con la traslazione solenne dei corpi Imperiali-reali-ducali austriaci (Feierliche Übersetzung der kaiserlich-königlichen-auch-herzoglich-österreichischen höchsten Leichen) all'abbazia di San Biagio nella Foresta Nera; oggi riposano nell'abbazia di San Paolo di Lavanttal in Carinzia. Un cenotafio è rimasto a Basilea.

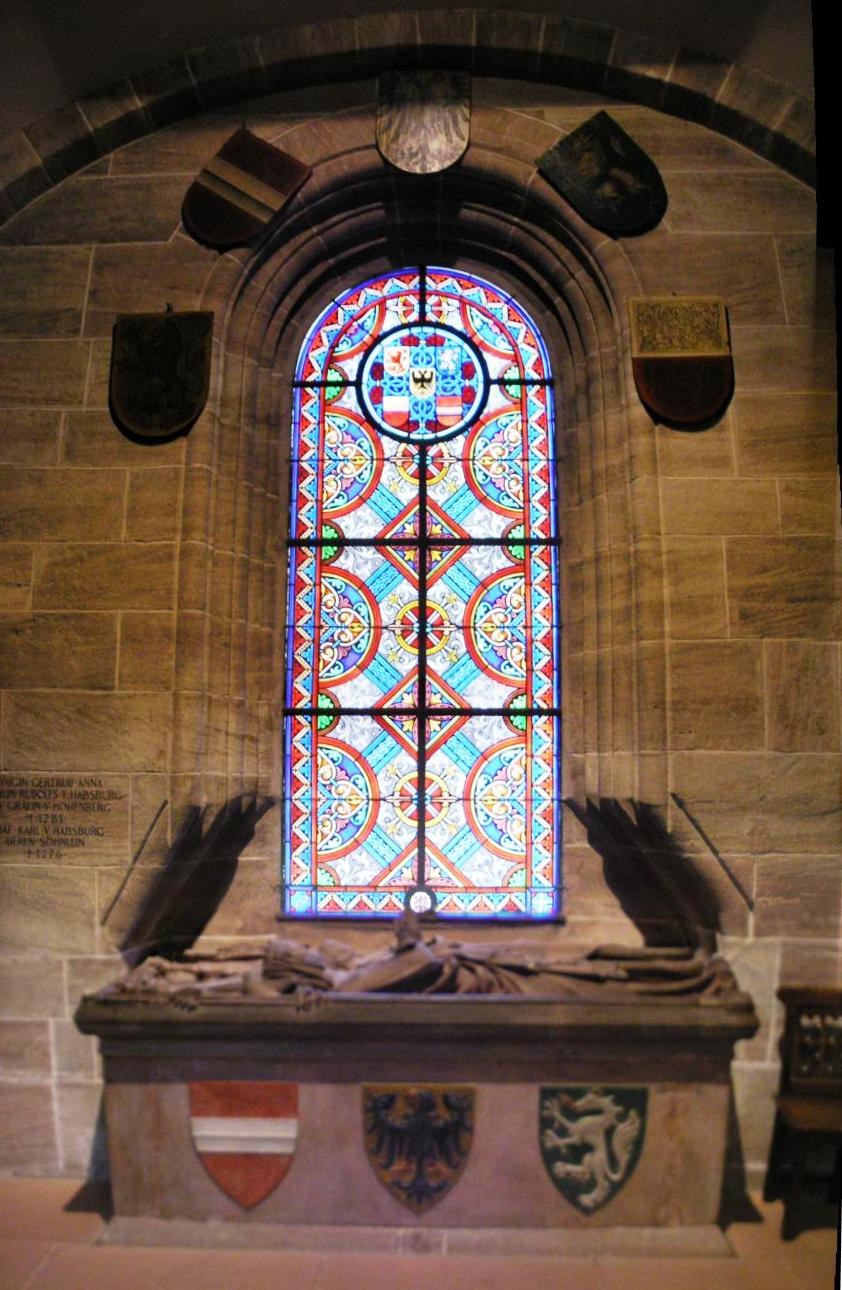
Tomba nella cattedrale di Basilea
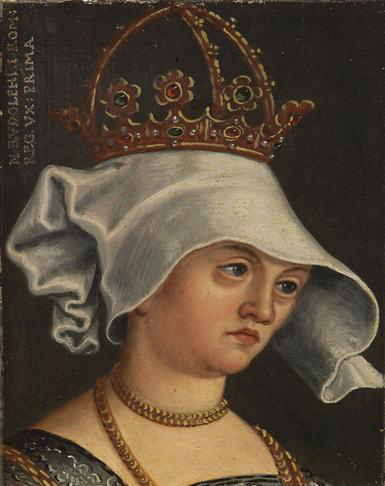
Miniatura intorno al 1579/87 di Antoni Boys detto Anton Waiss, Kunsthistorisches Museum Wien
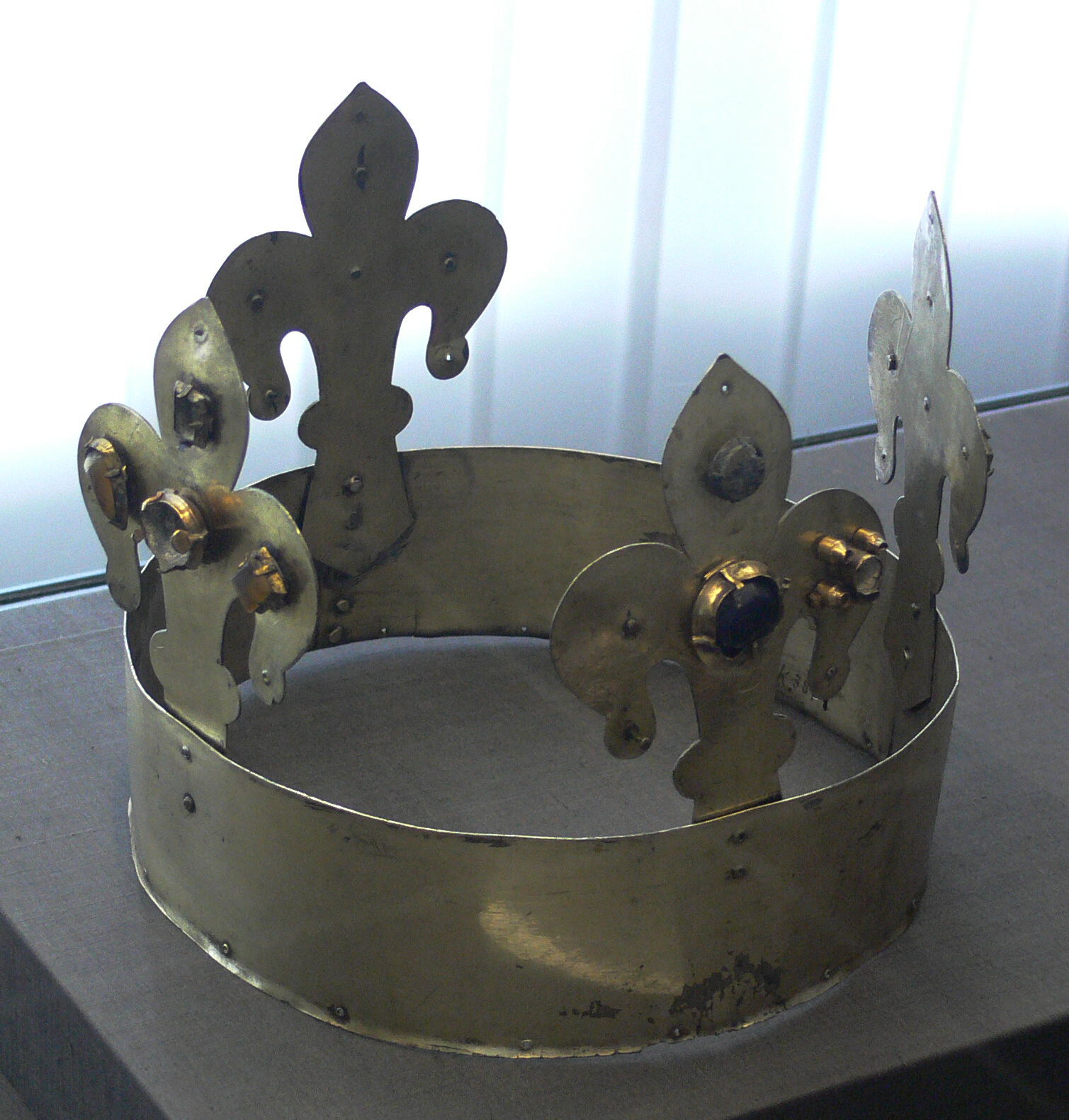
La Grabkrone della regina Anna dal tesoro della cattedrale di Basilea, oggi al Kunstgewerbemuseum di Berlino

## Ascendenza
|                         |                       |                        | Genitori                 |  |  | Nonni                    |  |  | Bisnonni                  |  |
|                         |                       |                        |                          |  |  | Burcardo IV di Hohenberg |  |  | Burcardo III di Hohenberg |  |
|                         |                       |                        |                          |  |  | Burcardo IV di Hohenberg |  |  | Burcardo III di Hohenberg |  |
|                         |                       | Cunegonda di Grünberg  |                          |  |  | Burcardo IV di Hohenberg |  |  |                           |  |
| Burcardo V di Hohenberg |                       |                        |                          |  |  | Burcardo IV di Hohenberg |  |  |                           |  |
|                         |                       | Valpurga di Aichelberg | Luitoldo di Aichelberg   |  |  |                          |  |  |                           |  |
|                         |                       | Valpurga di Aichelberg | Luitoldo di Aichelberg   |  |  |                          |  |  |                           |  |
|                         |                       | Valpurga di Aichelberg | ? di Otterswang          |  |  |                          |  |  |                           |  |
| Gertrude di Hohenberg   |                       | Valpurga di Aichelberg |                          |  |  |                          |  |  |                           |  |
|                         | Rodolfo II di Tubinga | Rodolfo I di Tubinga   |                          |  |  |                          |  |  |                           |  |
|                         | Rodolfo II di Tubinga | Rodolfo I di Tubinga   |                          |  |  |                          |  |  |                           |  |
|                         | Rodolfo II di Tubinga | Matilde di Gleiberg    |                          |  |  |                          |  |  |                           |  |
| Matilde di Tubinga      | Rodolfo II di Tubinga |                        |                          |  |  |                          |  |  |                           |  |
|                         |                       | ? di Ronsberg          | Enrico di Ronsberg       |  |  |                          |  |  |                           |  |
|                         |                       | ? di Ronsberg          | Enrico di Ronsberg       |  |  |                          |  |  |                           |  |
|                         |                       | ? di Ronsberg          | Udihilda di Gammertingen |  |  |                          |  |  |                           |  |
|                         |                       | ? di Ronsberg          |                          |  |  |                          |  |  |                           |  |